# Lodowiec Tasmana
Lodowiec Tasmana – największy lodowiec górski spośród kilku lodowców występujących w Nowej Zelandii. Lodowiec zaczyna się we wschodniej części Alp Południowych na Wyspie Południowej, rozciąga się na wschód i południe w kierunku krainy geograficznej Mackenzie Country. Długość lodowca wynosi około 29 km, a szerokość dochodzi do 4 km. 

## Historia
W 1862 roku niemiecki geolog Julius von Haast, nazwał drugi co do wysokości szczyt i największy lodowiec Nowej Zelandii imieniem Abela Tasmana – holenderskiego żeglarza i odkrywcy. 

## Topnienie lodowca
Według New Zealand’s National Institute of Water and Atmospheric Research od 1990 roku lodowiec cofał się o 180 m rocznie. Przed 1973 rokiem Jezioro Tasmana nie istniało. Od 2007 roku wydłużyło się do 7 kilometrów (4 mil). Ma 2 km szerokości i 245 metrów głębokości. Wzrost jeziora jest bezpośrednim wynikiem topnienia lodowca. Od 1990 do 2015 roku lodowiec Tasmana zmniejszył się o 4,5 km (2,8 mil). 
W wyniku trzęsienia ziemi w Christchurch, które miało miejsce w lutym 2011 roku od lodowca odłamał się kawał lodu o  masie 30 milionów ton. Wpadł do jeziora na końcu lodowca, tworząc falę przypływową o wysokości trzech i pół metra. 

## Turystyka
Na lodowcu można robić piesze wycieczki, jeździć na nartach i pływać łódką w pobliżu lodowca.